# Saša Vujačić
Aleksandar „Saša” Vujačić (ur. 8 marca 1984 w Mariborze) – słoweński koszykarz, występujący na pozycji rzucającego obrońcy, dwukrotny mistrz NBA.

## Początek kariery
Vujacic rozpoczął swoją profesjonalną karierę w wieku 16 lat jako zawodnik włoskiej drużyny Snaidero Udine. W ostatnim sezonie swoich występów na włoskich parkietach wystąpił w 30 meczach i średnio zdobywał 14.4 punktów w meczu. Już wtedy występował w młodzieżowej reprezentacji swojego kraju.

## Kariera w NBA
Słoweniec został wybrany przez Los Angeles Lakers z numerem 27 w drafcie 2004. W swoim pierwszym sezonie wystąpił w 35 meczach, 3 razy w pierwszej piątce. Średnio na parkiecie przebywał 11,5 minuty, zdobywał 2,9 punktów. Drużyna z bilansem 34-48 nie zdołała awansować do playoff. W sezonie 2005/2006 Vujacic wystąpił we wszystkich meczach sezonu regularnego. Jako podstawowy gracz wystąpił 4 razy. Średnio grał prawie 18 minut, zdobywał 3,9 punktów. Zespół odpadł w 1 rundzie playoff przegrywając w siódmym meczu z Phoenix Suns. W sezonie 2006/2007 Vujacic grał mniej, średnio o prawie 5 minut mniej niż w zeszłym sezonie. Zdobywał średnio ponad 4 punkty w meczu. Wystąpił w 73 meczach. Jak się później okazało, od tamtego sezonu aż do dzisiaj nie wystąpił w barwach "Jeziorowców" w pierwszej piątce. W sezonie 2007/2008 Vujacic razem z drużyną dotarł do finału ligi, w którym Boston Celtics pokonał Los Angeles Lakers. Vujacic osiągnął najlepsze statystyki w dotychczasowej karierze za oceanem. Średnio prawie 18 minut na boisku, 9 punktów i skuteczność rzutów za "3" 0,437. W sezonie 2008/2009 zdobył z drużyną tytuł mistrza NBA. Jest drugim zawodnikiem w zespole pod względem akcji za 3 punkty z faulem (ma na koncie 8 takich akcji), zaraz za Kobe Bryant (10)
7 sierpnia 2015 roku podpisał umowę z klubem New York Knicks.
29 sierpnia 2017 został zawodnikiem włoskiego Auxilium Torino.

## Osiągnięcia
Stan na 18 stycznia 2019, na podstawie, o ile nie zaznaczono inaczej.
NBA
- 2-krotny mistrz NBA (2009, 2010)[4]
- Wicemistrz NBA (2008)[4]
- Lider play-off w skuteczności rzutów wolnych (2006 - wspólnie z Kevinem Martinem, Lindseyem Hunterem, Smushem Parkerem)[5]

Inne drużynowe
- Wicemistrz Turcji (2012)
- Zdobywca pucharu Włoch (2018)
- Finalista Superpucharu Turcji (2012)

Inne indywidualne
- MVP:
  - tureckiego All-Star Game (2012)
  - tygodnia Euroligi (tydzień 6 – 2012/13)
- 2-krotny uczestnik meczu gwiazd ligi tureckiej (2012, 2013)

Reprezentacja
- Wicemistrz Europy U–18 (2002)
- Uczestnik mistrzostw Europy U–20 (2002)

## Statystyki w NBA
Na podstawie Basketball-Reference.com (ang.)

Stan na koniec sezonu 2018/19

### Sezon regularny
| Sezon   | Drużyna       | M   | S5 | MPG  | FG%   | 3P%   | FT%   | RPG | APG | SPG | BPG | PPG  |
| ------- | ------------- | --- | -- | ---- | ----- | ----- | ----- | --- | --- | --- | --- | ---- |
| 2004/05 | L.A. Lakers   | 35  | 3  | 11,5 | 28,2% | 27,0% | 94,7% | 1,8 | 1,5 | 0,3 | 0,1 | 2,9  |
| 2005/06 | L.A. Lakers   | 82  | 4  | 17,7 | 34,6% | 34,3% | 88,5% | 1,9 | 1,7 | 0,6 | 0,0 | 3,9  |
| 2006/07 | L.A. Lakers   | 73  | 4  | 12,8 | 39,2% | 37,3% | 87,8% | 1,5 | 0,9 | 0,6 | 0,0 | 4,3  |
| 2007/08 | L.A. Lakers   | 72  | 0  | 17,8 | 45,4% | 43,7% | 83,5% | 2,1 | 1,0 | 0,5 | 0,1 | 8,8  |
| 2008/09 | L.A. Lakers   | 80  | 0  | 16,2 | 38,7% | 36,3% | 92,1% | 1,7 | 1,4 | 1,0 | 0,1 | 5,8  |
| 2009/10 | L.A. Lakers   | 67  | 1  | 8,6  | 40,2% | 30,9% | 84,8% | 1,2 | 0,6 | 0,3 | 0,1 | 2,8  |
| 2010/11 | L.A. Lakers   | 11  | 0  | 4,9  | 34,8% | 42,9% | 50,0% | 0,4 | 0,5 | 0,1 | 0,0 | 1,8  |
| 2010/11 | New Jersey    | 56  | 17 | 28,5 | 40,4% | 36,9% | 85,1% | 3,3 | 2,3 | 0,9 | 0,1 | 11,4 |
| 2013/14 | L.A. Clippers | 2   | 0  | 5,0  | 40,0% | 50,0% | –     | 1,5 | 0,0 | 0,5 | 0,0 | 2,5  |
| 2015/16 | New York      | 61  | 25 | 14,9 | 38,3% | 36,4% | 82,1% | 2,4 | 1,4 | 0,6 | 0,1 | 4,9  |
| 2016/17 | New York      | 42  | 4  | 9,7  | 30,9% | 31,1% | 70,8% | 1,4 | 1,2 | 0,3 | 0,0 | 3,0  |
| Razem   |               | 581 | 58 | 15,3 | 39,0% | 36,7% | 85,8% | 1,9 | 1,3 | 0,6 | 0,1 | 5,3  |

### Play-offy
| Sezon | Drużyna     | M  | S5 | MPG  | FG%   | 3P%   | FT%   | RPG | APG | SPG | BPG | PPG |
| ----- | ----------- | -- | -- | ---- | ----- | ----- | ----- | --- | --- | --- | --- | --- |
| 2006  | L.A. Lakers | 7  | 0  | 18,4 | 42,3% | 60,0% | 100%  | 2,4 | 0,9 | 0,6 | 0,0 | 6,0 |
| 2007  | L.A. Lakers | 4  | 0  | 10,8 | 55,6% | 25,0% | –     | 1,0 | 0,8 | 0,3 | 0,0 | 2,8 |
| 2008  | L.A. Lakers | 21 | 0  | 21,7 | 39,9% | 39,2% | 85,7% | 2,2 | 0,8 | 0,6 | 0,2 | 8,1 |
| 2009  | L.A. Lakers | 23 | 0  | 10,9 | 26,4% | 31,4% | 83,3% | 1,4 | 0,5 | 0,4 | 0,2 | 3,0 |
| 2010  | L.A. Lakers | 10 | 0  | 7,6  | 43,5% | 40,0% | 83,3% | 0,8 | 0,5 | 0,2 | 0,0 | 3,1 |
| Razem |             | 65 | 0  | 14,7 | 36,6% | 38,4% | 87,9% | 1,6 | 0,6 | 0,4 | 0,1 | 5,0 |

## Rekordy
| Punkty               | 22 (2 razy)                               |
| Rzuty z gry (celne)  | 8 przeciwko Toronto Raptors               |
| Rzuty z gry (oddane) | 17 przeciwko Memphis Grizzlies            |
| Rzuty za "3"(celne)  | 6 przeciwko Washington Wizards            |
| Rzuty za "3"(oddane) | 14 przeciwko Memphis Grizzlies            |
| Celne osobiste       | 8 przeciwko Denver Nuggets                |
| Rzuty osobiste       | 9 przeciwko Denver Nuggets                |
| Zbiórki ofensywne    | 4 przeciwko Sacramento Kings              |
| Zbiórki defensywne   | 8 przeciwko Golden State Warriors         |
| Zbiórki              | 8 (2 razy)                                |
| Asysty               | 7 (2 razy)                                |
| Przechwyty           | 4 (2 razy)                                |
| Bloki                | 2 przeciwko Portland Trail Blazers        |
| Na boisku            | 39 minut przeciwko Portland Trail Blazers |